# Washington Commanders
Washington Commanders este o echipă de fotbal american cu sediul în Ashburn, Virginia. Echipa joacă meciurile de acasă pe FedExField în Landover, Maryland. Commanders au câștigat cinci titluri NFL (două înainte de fuziune și trei Super Bowl-uri). Franciza a câștigat 15 titluri ale diviziei NFL și cinci ale conferinței NFL.
Franciza a fost fondată de George Preston Marshall sub numele de Boston Braves în 1932. Echipa și-a schimbat numele în Redskins în anul următor, înainte de a se muta la Washington, DC, în 1937, pentru a deveni Washington Redskins. Denumirea Redskins a fost controversată timp de zeci de ani. În 2020, presiunea mai multor sponsori ai NFL și a echipelor au dus la retragerea numelui, ca parte a unui val de schimbări de nume în urma protestelor după moartea lui George Floyd, care au dus la o mai mare conștientizare a controversei mascotelor nativilor americani. Echipa a jucat sub numele Washington Football Team timp de două sezoane, înainte de a lua numele Commanders în 2022.